# Red Iberoamericana de Investigación sobre Cambio y Eficacia Escolar
La Red Iberoamericana de Investigación sobre Cambio y Eficacia Escolar (RINACE) es una red profesional de investigadores e investigadoras educativos comprometidos por conseguir incrementar los niveles de calidad y equidad de los sistemas educativos de iberoamérica.
Dos son las preguntas clave que orientan la indagación de RINACE: ¿qué hace que un aula, una escuela y un sistema educativo sean buenos? y ¿cómo conseguir que se incrementen los niveles de calidad y equidad en esos tres ámbitos?

## Objetivos
- Fomentar la realización de investigaciones educativas de calidad.
- Potenciar la difusión de las investigaciones realizadas.
- Impulsar la utilización de los resultados de la investigación para la mejora de los sistemas educativos, las escuelas y las aulas.
- Formar investigadores iberoamericanos de alto nivel sobre estas temáticas.

## Actividades
- Mantiene, en colaboración con la Red Académica y de Investigación de España (RedIris), una lista de distribución entre investigadores iberoamericanos para el intercambio de ideas e informaciones sobre estos temas. Esta lista incluye el programa BSCW para el intercambio de archivos.
- Organiza una Red Social, para el intercambio de información entre los miembros @Red_Rinace.
- Mantiene una página web con amplia información sobre los movimientos de Eficacia Escolar y Mejora de la Escuela: Bibliografía básica, Biblioteca Virtual, Fundamentos Teóricos, Enlaces, etc.
- Edita la revista REICE. Revista Iberoamericana sobre Calidad, Eficacia y Cambio en Educación, en colaboración con la Universidad Autónoma de Madrid.
- Edita la Revista Iberoamericana de Evaluación Educativa, en colaboración con la Universidad Autónoma de Madrid.
- Edita la Revista Internacional de Educación para la Justicia Social, en colaboración con la Universidad Autónoma de Madrid
- Edita la Revista Latinoamericana de Educación Inclusiva, en colaboración con la Universidad Central de Chile.
- Apoya la realización de seminarios, encuentros y congresos sobre estos temas.
- Realiza, fomenta, apoya y asesora la realización de investigaciones sobre Eficacia Escolar y Mejora de la Escuela. Entre ellas:

Investigación Iberoamericana sobre Eficacia Escolar; Mejorar las escuelas para mejorar la educación; Validación de un Modelos de Mejora de la eficacia escolar para Iberoamérica; Análisis de Macro-Programas de transformación escolar en América Latina.

## Organización
RINACE se formó en octubre de 2002 y está organizada como una Red de redes, de tal forma, que en cada país existe una coordinación nacional. En estos momentos pertenecen a la misma investigadores de la práctica totalidad de los países de América Latina, España y Portugal.
- Coordinación General: F. Javier Murillo
- Coordinación Técnica: Cynthia Martínez-Garrido
- Coordinaciones nacionales:
  - Argentina: Claudia Romero
  - Bolivia: Roxana Chulver
  - Brasil: José Francisco Soares
  - Colombia: Elsa Castañeda Bernal
  - Costa Rica: Lupita Cháves
  - Chile: Gonzalo Muñoz y Marcela Román
  - Cuba: Paul Torres
  - Ecuador: Eduardo Fabara Garzón
  - El Salvador: Alberto Barillas
  - España: F. Javier Murillo
  - Honduras: Russbel Hernández
  - México: Margarita Zorrilla Fierro
  - Paraguay: Rodolfo Elías
  - Perú: Santiago Cueto
  - Portugal: Maria Eugenia Ferrão
  - República Dominicana: Dignora García Romero
  - Uruguay: Tabaré Fernández Aguerre
  - Venezuela: Mariano Herrera